# SN 2010id
SN 2010id – supernowa typu II odkryta 16 września 2010 roku w galaktyce NGC 7483. W momencie odkrycia miała maksymalną jasność 18,90m.